# Büdös szemölcsösgomba
A büdös szemölcsösgomba (Thelephora palmata) a szemölcsösgombafélék családjába tartozó, szinte az egész világon elterjedt, fenyőerdőkben élő, kellemetlen szagú gombafaj. 

## Megjelenése
A büdös szemölcsösgomba termőteste 3-8 cm magas, korallszerű, sűrűn elágazó, felfelé álló, elágazó, lapított ágakkal, amelyek lefelé tönkszerű nyélben egyesülnek. Színe ibolyásbarna, sötétbarna, az ágak csúcsa fiatalon szürkésfehéres, később megsötétül. Húsa rostos, bőrszerű; szaga erős, kellemetlen, rothadó káposztára emlékeztet; íze nem jellegzetes.
A termőréteg (tráma) az ágak végén található. 
Spórapora barna. A spórák szögletesek, rücskös-tüskés felszínűek, méretük 9-10 x 6-9 µm.

### Hasonló fajok
Alakja emlékeztet más szemölcsögombákéra, de szaga alapján könnyen felismerhető. 

## Elterjedése és termőhelye
Eurázsiában, Észak- és Dél-Amerikában, valamint Ausztráliában honos. Magyarországon ritka. 
Fenyőerdőben él, elsősorban luc alatt. Szeptembertől novemberig terem.
Nem ehető.   

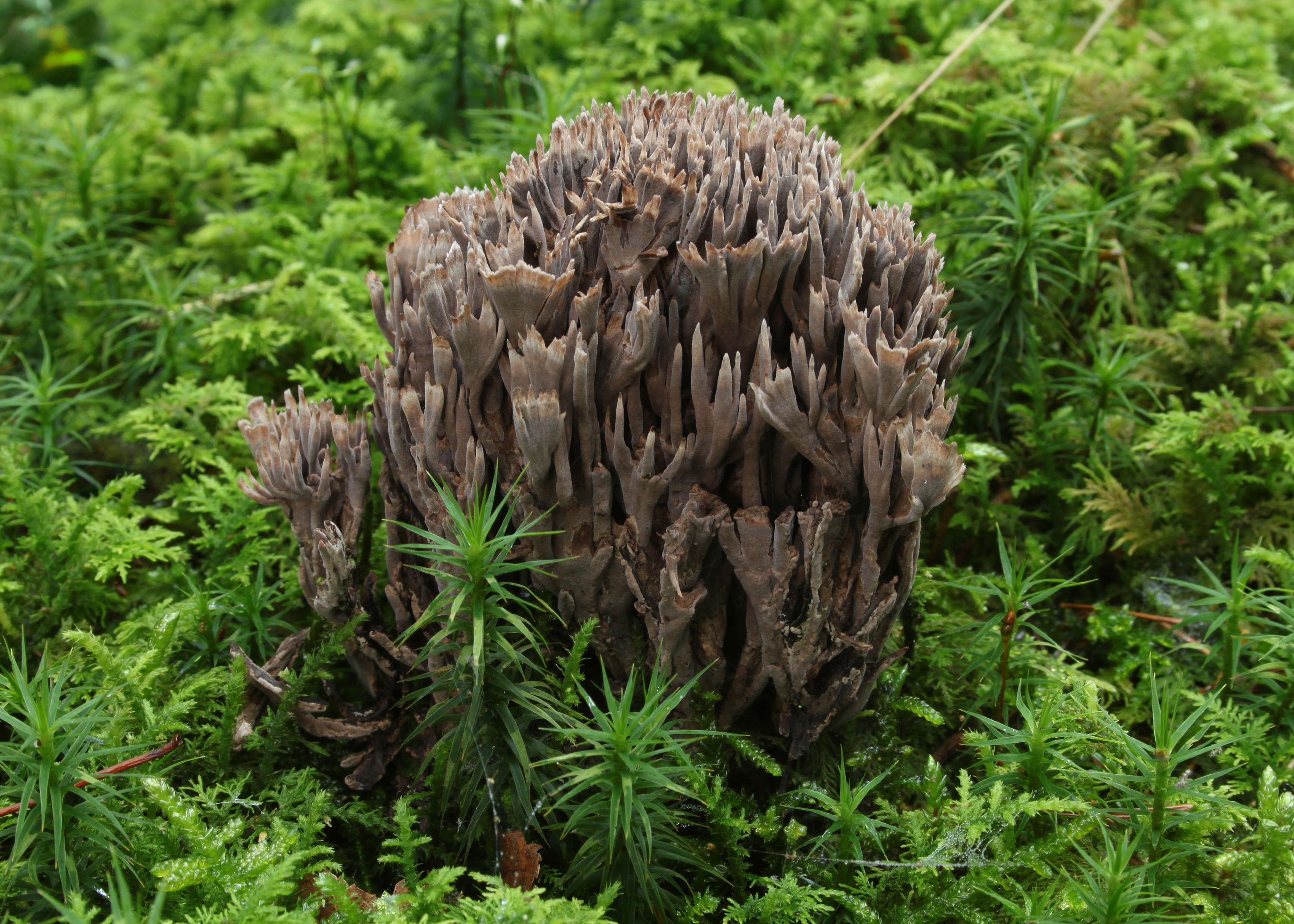
Büdös szemölcsösgomba
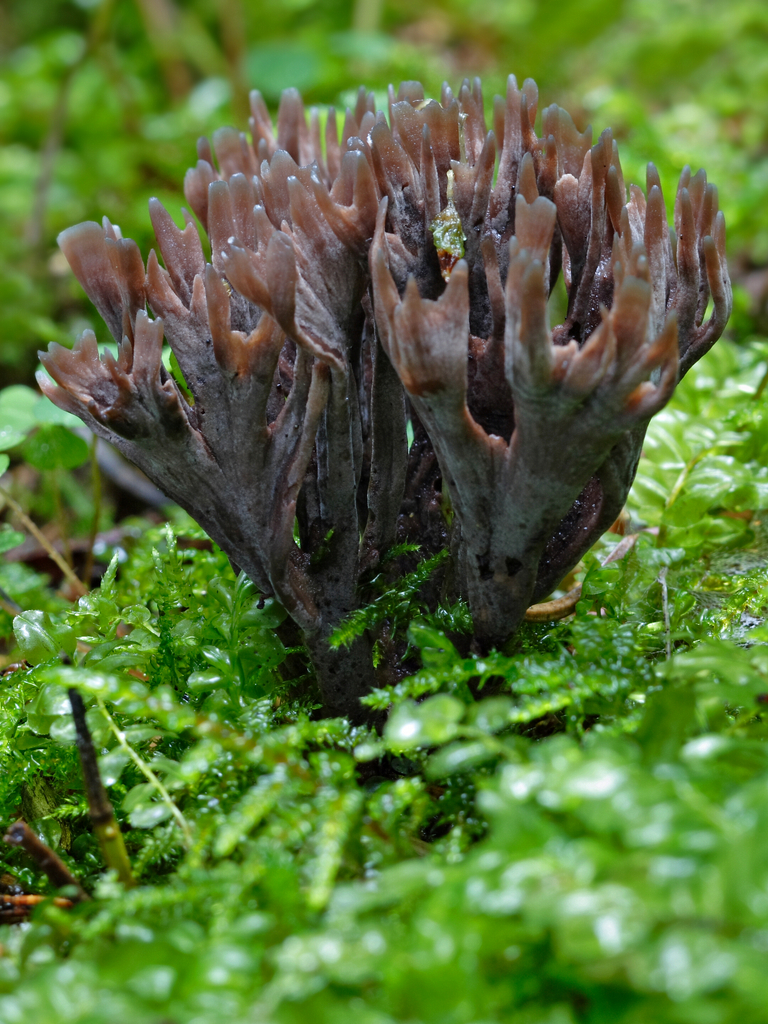
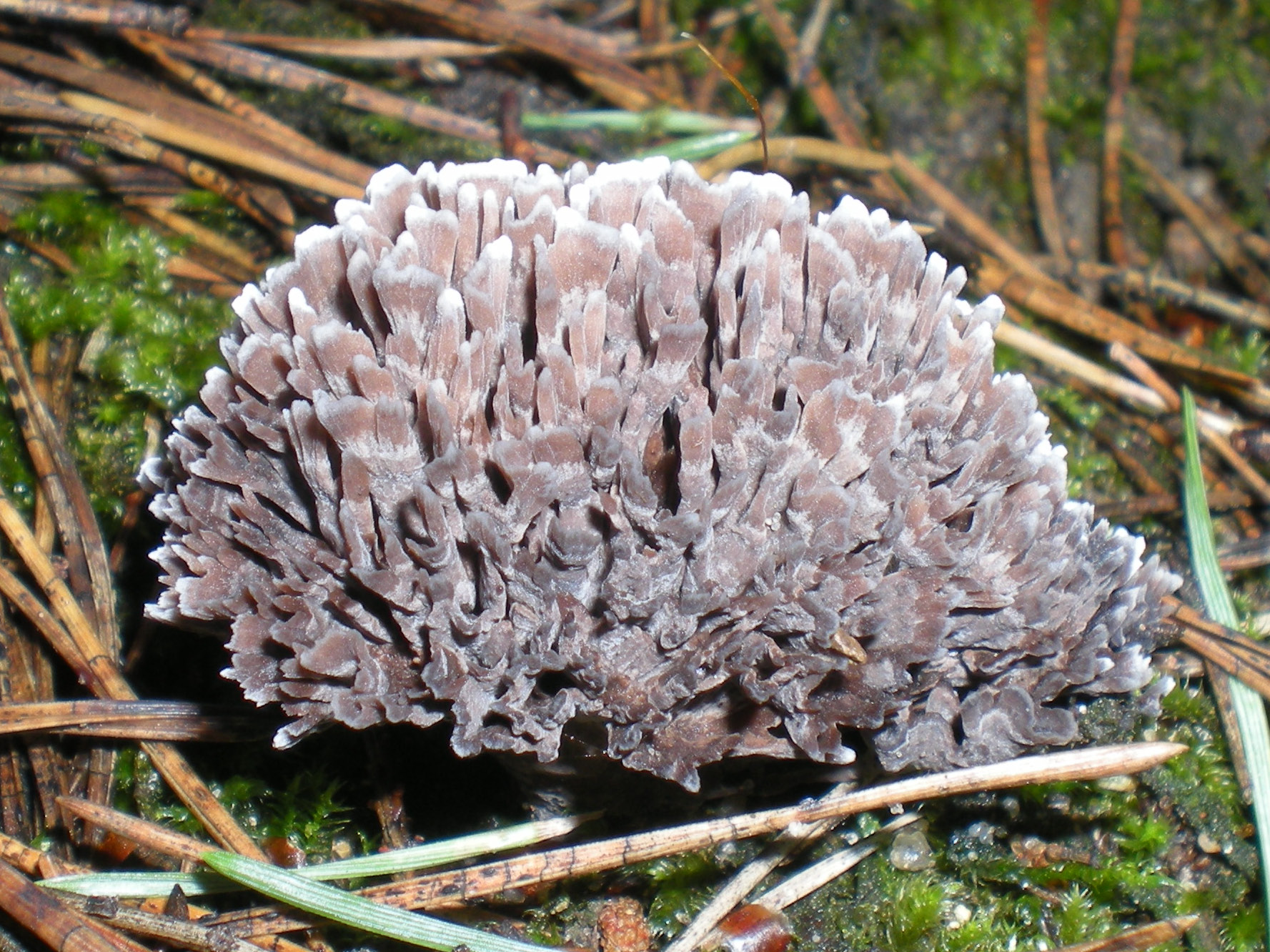
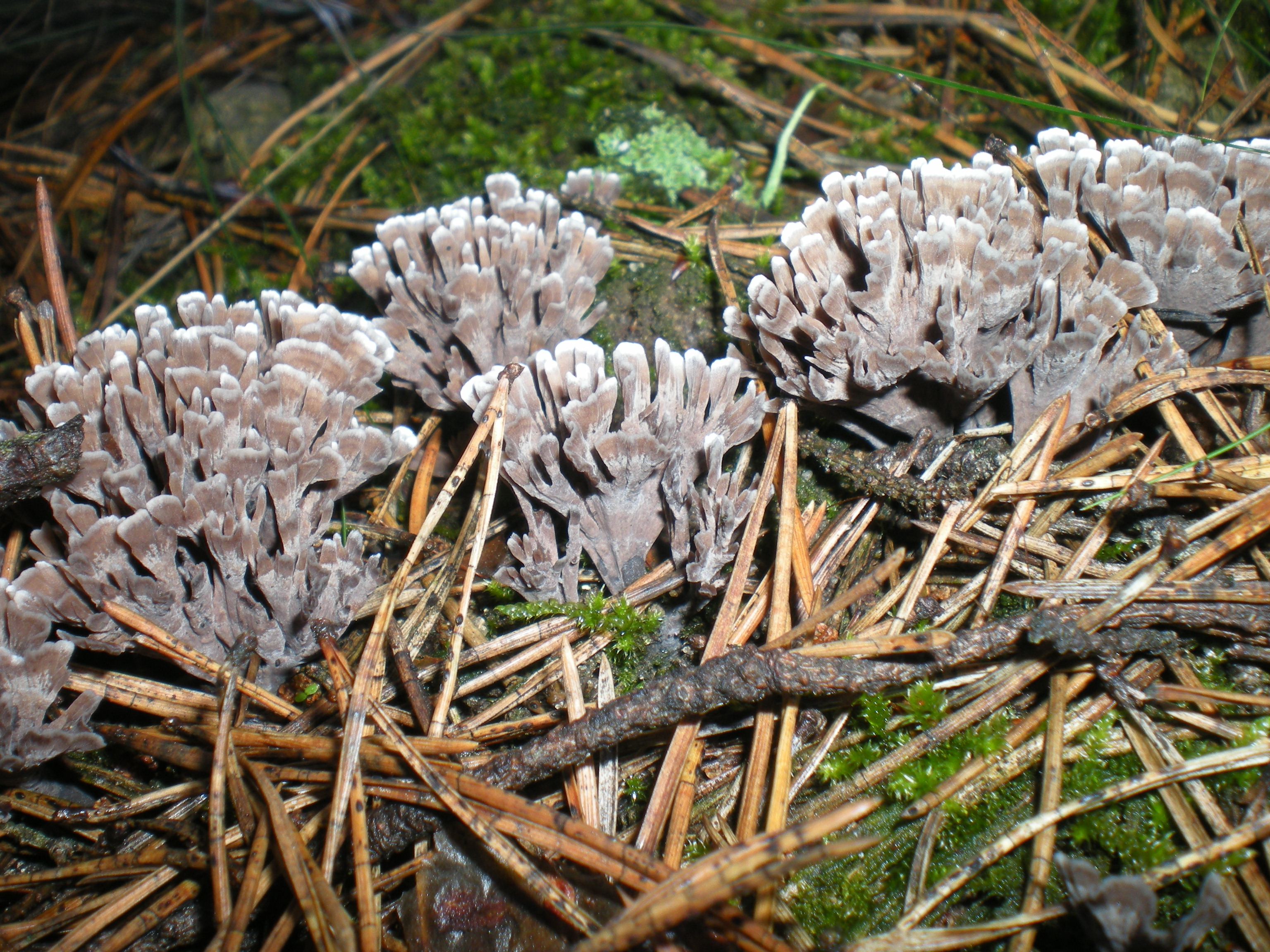
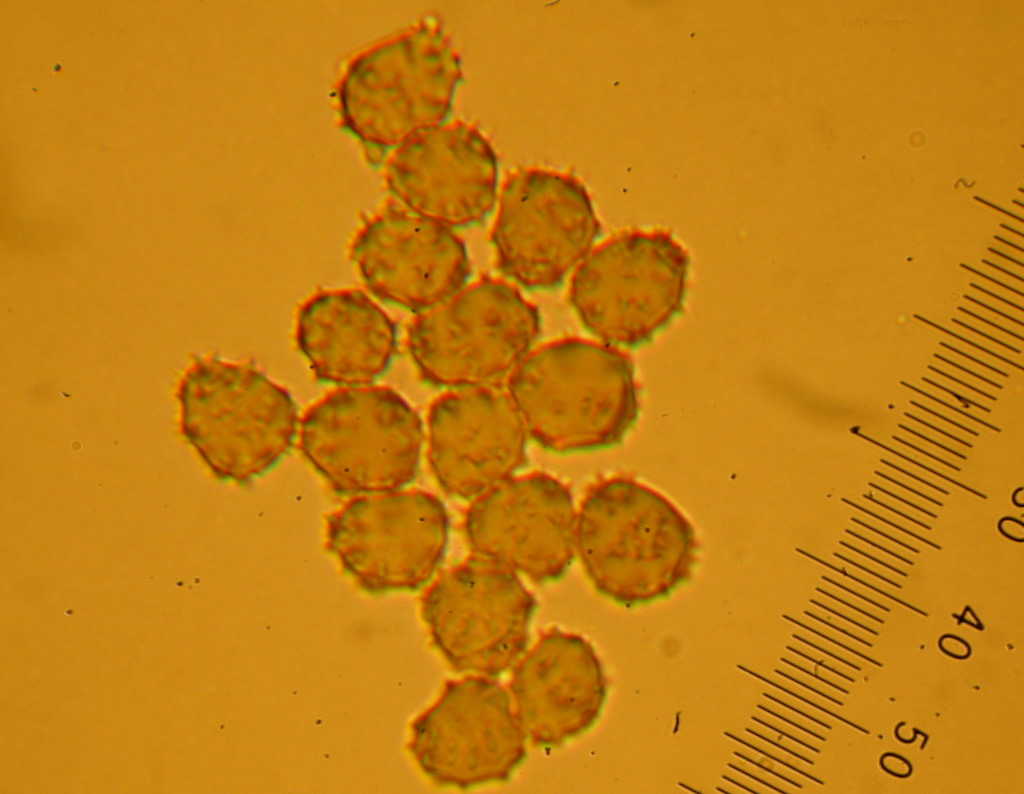
Spórái